# Maoutia
Maoutia es un género botánico con 20 especies de plantas de flores perteneciente a la familia Urticaceae.

## Especies seleccionadas
- Maoutia ambigua
- Maoutia aspera
- Maoutia australis
- Maoutia diversifolia
- Maoutia gracilis

## Sinónimo
- Robinsoniodendron